# Šota Čočišvili
Šota Čočišvili (gruzínsky: შოთა ჩოჩიშვილი), (10. červenec 1950, Gvlevi, Sovětský svaz – 27. srpen 2009, Gori, Gruzie) byl reprezentant Sovětského svazu v judu. V roce 1972 získal zlatou olympijskou medaili. Původem byl Oset.

## Sportovní kariéra

### Úspěchy
- olympijský vítěz z roku 1972

### Zajímavosti
Jako každý chlapec z gruzínské vesnice trávil volné chvíle zápasením v gruzínském zápase (kartuli tžidaoba). V roce 1964 po úspěchu krajanů Kiknadzeho a Čikviladzeho na olympijských hrách v Tokiu poprvé vyzkoušel judo. Pod vedením Gurama Papitašviliho se začátkem 70. let dostal do sovětské reprezentace, kterou vedl Vladimir Andrejev.
V roce 1972 bojoval o pozici reprezentační jedničky s Jevgenijem Soloduchinem. Na mistrovství Evropy konaném v květnu se mělo rozhodnout kdo z nich bude startovat na olympijských hrách v Mnichově. Čočišvili prohrál ve čtvrtfinále s Parisim a ke všemu si hnul s krční páteří. Soloduchin bral bronz a nominaci vyhrál. Jenže pár dní před hrami dostal akutní zánět slepého střeva a nakonec do Mnichova odjel Čočišvili. Nesmrtelnost si získal ve druhém kole vítězstvím nad tehdejším suverénem Sasaharou a to krásným technickým judem. Něco podobného zopakoval v roce 2004 Elco van der Geest, ale ten zlatou medaili nakonec nezískal. Historii nezajímá, že měl v turnaji obrovské problémy s defenzivním stylem Brita Starbrooka, se kterým dokonce ve čtvrtfinále prohrál. Ve finále nad ním však zvítězil a stal se prvním sovětský/gruzínským olympijským vítězem v judu.
Zlatá olympijská medaile, milá a usměvavá tvář mu vynesla doma obrovskou popularitu. Tehdy se však začala naplno projevovat jeho slabší životospráva. V zemi, kde je prostřený stůl a přípitky na denním pořádku to měl složité. Nedokázal držet váhu a tak se stal specialistou na kategorii bez rozdílu vah. Ve finálových kolech většinou fyzicky na své soupeře nestačil a nikdy se mu nepodařilo vybojovat další zlatou medaili. Na mistrovství světa startoval pouze jednou. V roce 1975 kuriózně prohrál s Japoncem Uemurou ve třetím kole. Uemuru krásně hodil v polovině zápasu a rozhodčí zakřičel ippon. Domníval se, že je konec a těšil se na zemi. Najednou si uvědomil, že ho Japonec drží v osae-komi. Rozhodčí si totiž hodnocení rozmyslel a Japonci držení odpočítával. S Uemurou svedl vyrovnaný souboj za rok na olympijských hrách v Montrealu v semifinále. Rozhodčí nakonec poslali do finále Japonce. Bronzová medaile byla tehdy zklamáním.
Sportovní kariéru ukončil po sezoně 1977. V roce 1979 ho tehdejší reprezentační trenér Genandij Kaletkin přemlouval k návratu kvůli olympijských hrám v Moskvě. Cítil se však unavený vrcholovým sportem a nabídku odmítl. Osobností gruzínského sportu zůstal až do své předčasné smrti v roce 2009.
Jeho syn Ramaz pokračoval v jeho úspěších na přelomu tisíciletí.

## Výsledky

### Váhové kategorie
| Turnaj             | 1972                 | 1973                 | 1974                 | 1975                 | 1976                 | 1977                 |
| Turnaj             | 22                   | 23                   | 24                   | 25                   | 26                   | 27                   |
| Turnaj             | polotěžká/těžká váha | polotěžká/těžká váha | polotěžká/těžká váha | polotěžká/těžká váha | polotěžká/těžká váha | polotěžká/těžká váha |
| ------------------ | -------------------- | -------------------- | -------------------- | -------------------- | -------------------- | -------------------- |
| Olympijské hry     | 1.                   | –                    | –                    | –                    | dns                  | -                    |
| Mistrovství světa  | –                    | dns                  | –                    | dns                  | –                    | -                    |
| Mistrovství Evropy | úč.                  | dns                  | dns                  | dns                  | dns                  | dns                  |

### Bez rozdílu vah
| Turnaj             | 1972 | 1973 | 1974 | 1975 | 1976 | 1977 |
| Turnaj             | 22   | 23   | 24   | 25   | 26   | 27   |
| ------------------ | ---- | ---- | ---- | ---- | ---- | ---- |
| Olympijské hry     | dns  | –    | –    | –    | 3.   | -    |
| Mistrovství světa  | –    | dns  | –    | 3.   | –    | -    |
| Mistrovství Evropy | dns  | 2.   | 2.   | 2.   | dns  | 3.   |

## Podrobnější výsledky

### Olympijské hry
| Rok      | Kategorie       |  | 1/32                              | 1/16                              | čtvrtfinále                    | semifinále                   | opravy                          | opravy                      | předfinále/o bronz             | finále                        |
| -------- | --------------- |  | --------------------------------- | --------------------------------- | ------------------------------ | ---------------------------- | ------------------------------- | --------------------------- | ------------------------------ | ----------------------------- |
| LOH 1972 | polotěžká váha  |  | výhra – (fus) Ča Tu-jong          | výhra – 5:10/isn Fumio Sasahara   | prohra – (yus) David Starbrook | –                            | výhra – 1:37/? Pierre Albertini | výhra – 2:36/? Jimmy Wooley | výhra – 1:05/una Paul Barth    | výhra – (yus) David Starbrook |
| LOH 1976 | bez rozdílu vah |  | výhra – (fus) José Luis de Frutos | výhra – waz/una Radomir Kovačević | výhra – kok/hiz Vladimír Novák | prohra – (yus) Haruki Uemura | –                               | –                           | výhra – kok/una Jean-Luc Rougé | -                             |

### Mistrovství světa - bez rozdílu vah
| Rok     |  | 1/64                         | 1/32                          | 1/16                 | čtvrtfinále | semifinále  | opravy                   | opravy           | o bronz          |
| ------- |  | ---------------------------- | ----------------------------- | -------------------- | ----------- | ----------- | ------------------------ | ---------------- | ---------------- |
| MS 1973 |  | nestartoval                  | nestartoval                   | nestartoval          | nestartoval | nestartoval | nestartoval              |                  |                  |
| MS 1975 |  | výhra – (fus) Freddy Lejeune | výhra – (fus) David Starbrook | prohra Haruki Uemura | –           | –           | výhra Jean-Pierre Tripet | výhra Jan Bosman | výhra Imre Varga |